# Leopoldo Moreau
Leopoldo Raúl Guido Moreau (Rosario, 5 de noviembre de 1946) es un periodista y político argentino. Es Diputado de la Nación Argentina por la provincia de Buenos Aires de Unidad Ciudadana e integra el bloque del Frente para la Victoria. Fue dirigente de la Unión Cívica Radical, y supo desempeñarse como diputado, senador y presidente de la Cámara de Diputados de la Nación Argentina. En las elecciones de 2003 fue el candidato a presidente de la Unión Cívica Radical. También fue uno de los co-fundadores de la Alianza para el Trabajo, la Justicia y la Educación.

## Biografía

### Comienzos
Realizó sus estudios primarios en la Escuela N° 1 de San Isidro. Perdió a sus padres cuando tenía 14 años. Completó sus estudios secundarios en el Colegio Nacional Sarmiento. Cursó la carrera de Derecho en la Universidad de Buenos Aires.
En la década de 1970 se incorporó al periodismo gráfico. Trabajó, entre otros medios, en los diarios La Opinión, dirigido por Jacobo Timerman, y Noticias. Dejó la profesión tras la recuperación de la democracia en 1983, cuando se dedicó por completo a la actividad política.

### Unión Cívica Radical
Moreau se unió a la Unión Cívica Radical en 1960. En 1968 fue uno de los fundadores de la Junta Coordinadora Nacional (de la que se alejaría) y de la corriente universitaria del radicalismo, Franja Morada. En 1972 participó de la fundación del Movimiento de Renovación y Cambio, dirigido por Raúl Alfonsín.
En 1983, con el retorno a la democracia, fue elegido diputado nacional, se desempeñó como presidente de la Comisión de Comunicaciones y vicepresidente del Bloque de diputados de la Unión Cívica Radical. 
A finales de la década de 1980 logró encabezar el Comité de la provincia de Buenos Aires. De confianza de Raúl Alfonsín, fue uno de los voceros del gobierno radical durante la crisis de Semana Santa y presidió la Cámara de Diputados en 1989.
Fue elegido diputado nacional para los períodos 1983-1987; 1987-1991; 1991-1995 con destacada intervención en los debates referidos a la creación de la Comisión Nacional de Desaparición de Personas (CONADEP), reforma del Código de Justicia Militar, y reordenamiento Sindical. Presidió la Comisión de Comunicaciones de la Cámara Baja e integró las Comisiones de Defensa Nacional y Legislación Penal.
En 1985, encabezó la lista de Diputados Radicales de la provincia de Buenos Aires. Se desempeñó como Vicepresidente del Bloque de la Unión Cívica Radical y fue miembro de la Misión Permanente en la Unión Interparlamentaria Mundial. Continuó Integrando las Comisiones de Defensa y Comunicaciones. 
En las elecciones de 1991, fue reelecto diputado por el período 1991/1995. Fue Vicepresidente 1.º de la Comisión de Industria en el período 1991/1993. Integró las comisiones de Legislación General, Peticiones, Poderes y Reglamentos, Asuntos Constitucionales, las arriba citadas y además se desempeñó como Secretario de la Mesa del Bloque de Diputados de la Unión Cívica Radical.
En 1989 fue elegido presidente del Comité de la provincia de Buenos Aires, desde donde instrumentó junto al gobierno de Antonio Cafiero un acuerdo de reforma de la Constitución provincial que, apoyado por los partidos justicialistas y radical, fue desaprobado por el electorado provincial en 1990. 
Fue cofundador del Movimiento por la Democracia Social (MODESO), línea interna de la UCR liderada por Raúl Alfonsín. En los años de la presidencia de Alfonsín, su esposa, María del Carmen Banzas, estuvo a cargo del Plan Alimentario Nacional (PAN).
Fue elegido Senador Nacional por la provincia de Buenos Aires, durante el período 1995-2001 Integró las comisiones de: Presupuesto y Hacienda, Acuerdos, Cultura y Educación. Entre 1995 y 1997 fue Vicepresidente 1.º del Senado de la Nación Argentina.
En esos años conoció en la Cámara de Senadores a Cristina Fernández de Kirchner, quien luego sería Presidenta de la Nación Argentina en los periodo 2007-2011; 2011-2015.
En el Senado denunció uno de los hechos de posible corrupción más graves de la década de 1990, el caso IBM-Banco Nación.
Tras la conformación de la Alianza en 1997 y su triunfo en las elecciones legislativas de ese año, Moreau se propuso para presidir el Comité Nacional del partido, contando con el apoyo de la dirigencia de la provincia de Buenos Aires, entre ellos su anterior rival Federico Storani. Desavenencias con Alfonsín llevaron  a Fernando de la Rúa —virtual candidato a presidente de la Nación— a la titularidad del Comité Nacional; Moreau ocupó la vicepresidencia 1.ª.
En 1999, fue elegido presidente del Comité de la Provincia de Buenos Aires. Durante el gobierno de De La Rúa protagonizó duros enfrentamientos con los sectores allegados al presidente.
Por el período 2001/2005, fue elegido otra vez Diputado Nacional, integró las siguientes comisiones: Comisión del MERCOSUR: como Presidente; Comisión Parlamentaria Conjunta del MERCOSUR: como Secretario General, Comisión de Presupuesto y Hacienda; Comisión de Análisis y seguimiento del cumplimiento de las normas tributarias y previsionales, Defensa del Consumidor, Previsión y Seguridad social.
Tras la caída de De La Rúa, el costo político del fracaso recayó fuerte en el radicalismo, y sobre todo en los sectores del alfonsinismo. En las elecciones del 27 de abril de 2003 Moreau fue candidato a la Presidencia de la Nación por la UCR, obtuvo 2,34 % de votos, el nivel de alejamiento de los radicales respecto de la estructura nacional partidaria. Pese a ello, Moreau continuó siendo un importante dirigente del radicalismo de la principal provincia.
En junio de 2010 su sector del partido, encuadrado bajo la figura de Julio Cobos, fue derrotado por el de Ricardo Alfonsín, lo que marcó un retroceso de la influencia del exdiputado y senador en la UCR.

### Frente para la Victoria
En diciembre de 2014 Moreau y el Movimiento para la Democracia Social fundaron el Movimiento Nacional Alfonsinista (MNA).
En 2015 fue expulsado de la Unión Cívica Radical 
En marzo, el MNA se sumó al Frente para la Victoria; el acto formal de ruptura con la dirigencia de la UCR tuvo lugar durante un congreso de tres días realizado en Parque Norte en la Ciudad de Buenos Aires. Este congreso del MNA fue cerrado con un discurso de la presidenta Cristina Fernández de Kirchner.

### Diputado Nacional por Unidad Ciudadana FPV (2017-2021)
En las elecciones legislativas de 2017, Moreau integró, como candidato a diputado, el frente electoral organizado por Cristina Kirchner, Unidad Ciudadana fue elegido  con mandado 2017-2021.
En la Cámara de Diputados de la Nación Argentina Integra las siguientes comisiones:
| Comisión                                                               | Cargo      | Mandato | Mandato  |
| ---------------------------------------------------------------------- | ---------- | ------- | -------- |
| Bicameral de Fiscalización de Organismos y Actividades de Inteligencia | Presidente | 2019    | Presente |
| Libertad de expresión                                                  | Vocal      | 2019    | Presente |
| Legislación Penal                                                      | Vocal      | 2019    | Presente |
| Defensa Nacional                                                       | Vocal      | 2019    | Presente |
| Asuntos Constitucionales                                               | Vocal      | 2019    | Presente |
| Previsión y Seguridad Social                                           | Vocal      | 2019    | Presente |
| De Las Personas Mayores                                                | Vocal      | 2019    | Presente |